# さよならくちびる
『さよならくちびる』は、2019年5月31日公開の日本映画である。主演は小松菜奈と門脇麦。なお、映画と同名タイトルの主題歌「さよならくちびる」を秦基博、挿入歌「誰にだって訳がある」「たちまち嵐」をあいみょんが提供し、主演の2人が音楽ユニット「ハルレオ」として歌唱する。

## あらすじ
インディーズで注目を浴びた女性ギター・デュオ「ハルレオ」は、それぞれの道を歩むため解散を決めた。彼女たちはローディ兼マネージャーのシマを伴って、全国７都市を巡るさよならツアーに出発する。レオはシマ、シマはハルに思いを寄せており、ハルもレオに特別な感情を抱いていた。
全国ツアーの道中、歌詞にしか書けないハルの真実と、歌声でしか出せないレオの想い、 隠し続けたシマの本音が少しずつ明らかになり、すれ違う思いをぶつけ合って生まれた曲「さよならくちびる」は、3人の世界をつき動かしていく――。

## キャスト
レオ
演 - 小松菜奈
ハル
演 - 門脇麦
シマ
演 - 成田凌
その他
篠山輝信 - バンドマン
松本まりか - 「MUSIC Go！Go！」番組MC
新谷ゆづみ  - 由希
日髙麻鈴　  - 麻希
青柳尊哉 - ガソリンスタンドの男
松浦祐也 - ホームレス
篠原ゆき子 - マッサージされる女
内藤正記 - クリーニング屋の男
マキタスポーツ - 四日市「ROOM9」マネージャー
野々村のん - 西天満「リップスティック」マネージャー
中村彩玖 - れお
野口千優 - れおの母
千葉雅子 - 久澄由美子
有元啓太朗 - ハルの兄
清水葉月、真下玲奈 - インタビューされる女
竹崎綾華 - ギターショップの女
川添野愛 - Aoi Kobayashi Davis（写真出演）
Don Brown - その夫（写真出演）

## スタッフ
- 監督・脚本・原案：塩田明彦[1]
- 音楽：きだしゅんすけ
- 主題歌：ハルレオ「さよならくちびる」 Produced by 秦基博
- 挿入歌：ハルレオ「誰にだって訳がある」「たちまち嵐」 作詞作曲：あいみょん
- 製作：依田巽、中西一雄、定井勇二
- エグゼクティブプロデューサー：小竹里美
- 企画・プロデュース：瀬戸麻理子
- プロデューサー：根岸洋之、高橋尚子
- 音楽プロデューサー：北原京子
- 協力プロデューサー：村野英司
- ラインプロデューサー：大日方教史
- 撮影：四宮秀俊
- 照明：秋山恵二郎
- 録音：鶴巻仁
- 美術：竹内公一
- 装飾：石田満美
- スタイリスト：伊賀大介
- ヘアメイク：倉田明美
- 編集：佐藤崇
- サウンドエディター：伊東晃
- スクリプター：近藤真智子
- VFX：浅野秀二
- 助監督：毛利安孝
- 制作担当：小川勝美
- アソシエイトプロデューサー：増山紘美
- 助成：文化庁文化芸術振興費補助金（映画創造活動支援事業） 独立行政法人日本芸術文化振興会
- 制作プロダクション：マッチポイント
- 製作幹事・配給：ギャガ
- 製作：「さよならくちびる」製作委員会（ギャガ、カルチュア・エンタテインメント、マッチポイント）

## 受賞
- 第11回TAMA映画賞 最優秀新進男優賞（成田凌） ※『愛がなんだ』『チワワちゃん』『人間失格 太宰治と3人の女たち』『翔んで埼玉』『スマホを落としただけなのに』『ビブリア古書堂の事件手帖』『ここは退屈迎えに来て』と合わせて[16]
- 第41回ヨコハマ映画祭[17]
  - 日本映画ベストテン第10位
  - 主演女優賞（小松菜奈、門脇麦）
  - 助演男優賞（成田凌） ※『愛がなんだ』と合わせて
  - 撮影賞（四宮秀俊） ※『宮本から君へ』と合わせて
- 第44回報知映画賞 助演男優賞（成田凌） ※『チワワちゃん』『愛がなんだ』『さよならくちびる』と合わせて[18]